# Materac przeciwodleżynowy

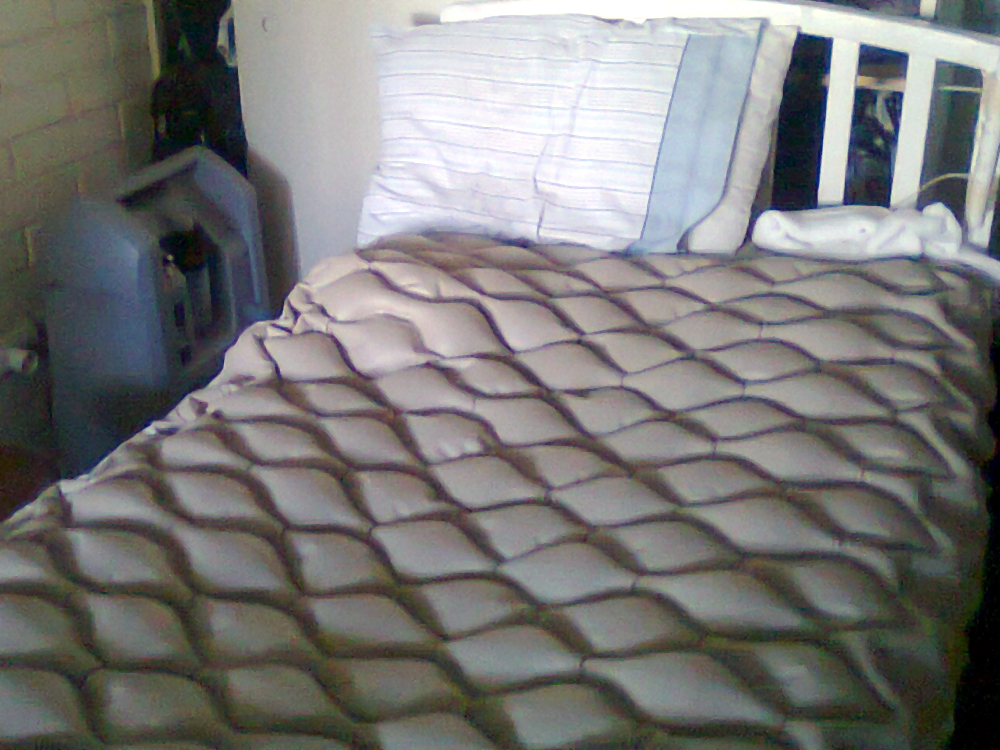
Materac przeciwodleżynowy

Materac przeciwodleżynowy – rodzaj materaca przeznaczony dla osób zagrożonych odleżynami (profilaktyka przeciwodleżynowa) lub doświadczających odleżyn, charakteryzujący się oddziaływaniem zmieniającym, w tym zwłaszcza zmniejszającym, ucisk wywierany na ciało chorego oraz pobudzający jego krążenie i ukrwienie.

## Podział
Ze względu na sposób działania materace przeciwodleżynowe dzieli się na:
- statyczne (stałociśnieniowe):
  - z siemienia lnianego,
  - żelowe,
  - piankowe,
  - z wypełnieniem z granulatu styropianowego,
- dynamiczne (zmiennociśnieniowe), zapewniające wspomaganie dopływu krwi do tkanek przez wywieranie zmiennego ucisku na ciało,
- pneumatyczne[1].

Skutecznie działający materac winien charakteryzować się płynną regulacją ciśnienia (optymalnie w granicach 45-86 mmHg), która uwzględniać powinna ciężar pacjenta i pozycję jego ciała.

## Podobne wyroby
Innymi działającymi przeciwodleżynowo wyrobami są podkładki przeciwodleżynowe (stosowane przy zmniejszeniu ucisku na najbardziej obciążone miejsca ciała), poduszki przeciwodleżynowe do siedzenia i poduszki pneumatyczne w profilaktyce i leczeniu odleżyn w okolicach pośladków.